# ギターのボウイング奏法

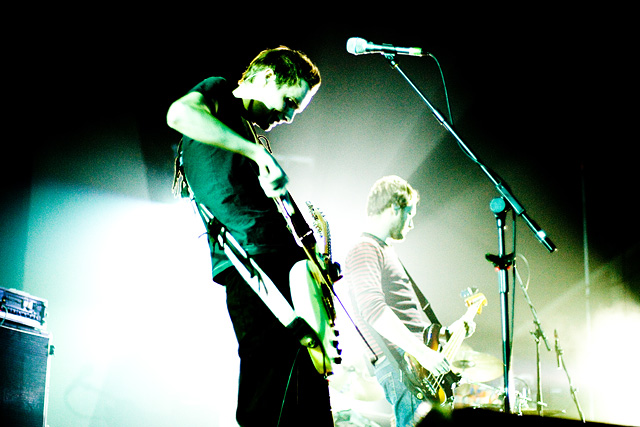
ギターのボウイング奏法（シガー・ロスのギタリスト、ヨンシーの演奏）

ギターのボウイング奏法（ギターのボウイングそうほう、英語：bowed guitar）とは、ヴァイオリンやチェロの弓でエレキギターを奏でるギターの特殊奏法。
ギターを低めに構えチェロを演奏するように弓で弦をこするかあるいは叩いたり撫でるようにして演奏する。これによって通常のギタープレイでは得られない独特の音響効果を得ることが出来る。しかし、この奏法を使用する事によってヴァイオリンやチェロと似たような音を得られる訳では無く、弓その物もギター演奏用に作られてはいない物なので、余程繊細に弾かなければすぐに弓が駄目になってしまう。安価な機材ではさながらガラスを擦っているような音しか発しないのも難点である。

## 原点
エレクトリックギターのボウイング奏法が一般に知られるようになったのは1966年の同時期に、イギリスのロックバンド「クリエイション」のギタリストエディ・フィリップスと「レッド・ツェッペリン」のギタリストジミー・ペイジが使用してからである。特にペイジが「幻惑されて (Dazed and Confused)」（『レッド・ツェッペリン I』収録）などの間奏部分で使用されたことが有名だが、しかしペイジのボウイング奏法は英国人俳優デヴィッド・マッカラムの父親であったヴァイオリン奏者からアイデアを得て始められたものである。彼はペイジの前で、弓を使いギターもヴァイオリンも両方弾いて見せペイジを驚嘆させた。ペイジはパフォーマンス的音響効果の一部としてテルミンなどと共にこれを取り入れたが、アイスランドのロックバンド「シガー・ロス」のボーカル兼ギタリスト、ヨンシーがギターのボウイング奏法を前面に押し出した演奏を行い注目を集めた。